# Нижняя Апша

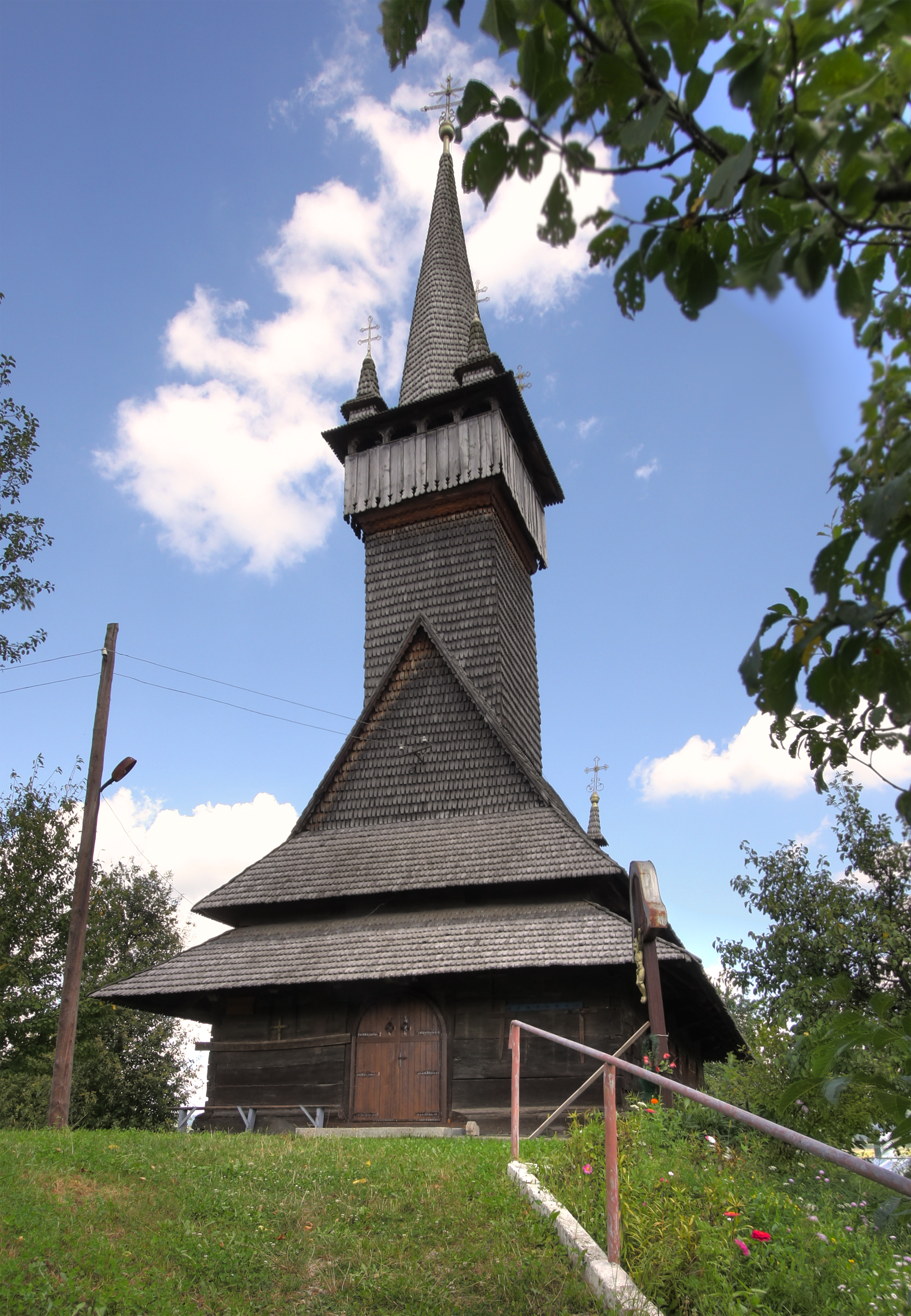
Церковь Святого Николая

Нижняя Апша (укр. Нижня Апша, рум. Apșa de Jos) — село в Солотвинской поселковой общине Тячевского района Закарпатской области Украины.
Население по переписи 2001 года составляло 7227 человек. Почтовый индекс — 90571. Телефонный код — . Занимает площадь 30,00 км².
В селе сохранились два архитектурных памятника — деревянная церковь 1604 г. и каменная 1776 года.
Деревня, впервые упомянутая в письменной форме в 1380 году, расположена в историческом районе Марамуреш и называлась до 2004 года Диброва (Диброва). Это административный центр одноименного районного совета на юго-востоке Тячевского района. Районный совет Нижняя Апша включает в себя деревни Пещцара (Пещера) около 100 жителей и Подошор (Подішор) около 1100 жителей.
Нижняя Апша лежит на берегу реки Апшиця, 39-километрового притока Тиса и на шоссе № 09. Районный центр Тячев в 22 км к западу и областной центр Ужгород 157 км к северо — западу от Нижней Апшицы.
На юге деревни находится железнодорожная станция на железнодорожной линии Тересва-Велыки Быхки.
В деревне есть две деревянные церкви: деревянная церковь Св. Николая 1604 года с колокольней XVIII века и деревянная церковь святого Василия Великого XVIII века.

## Галерея

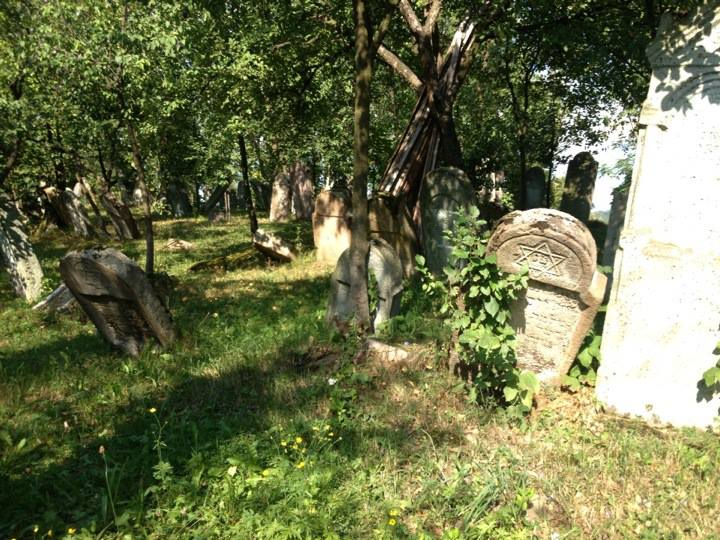
Еврейское кладбище